# Menhir dels Palaus

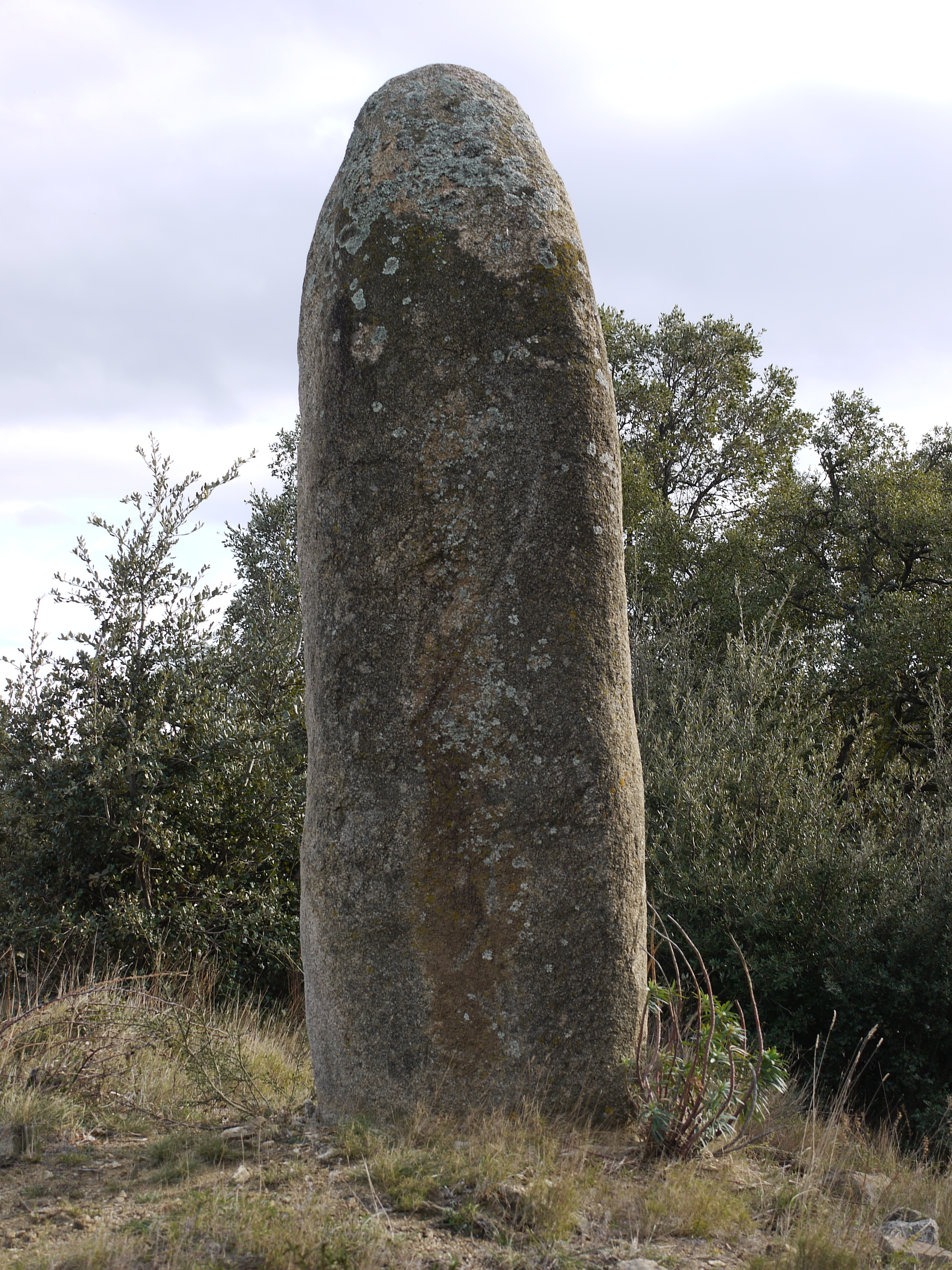
Menhir dels Palaus

Der phallische Menhir dels Palaus (Menhir der Paläste) wurde 1975 umgestürzt in der Nähe des Bauernhauses dels Palaus, westlich der AP-7 am Ostrand von Agullana in der Comarca Alt Empordà in Katalonien in Spanien von Joan Verdú Costa gefunden. 
Er wurde 1987 etwa 50 m von seinem ursprünglichen Standort aufgestellt. Der Menhir aus Granit stammt aus dem 4. oder 3. Jahrtausend v. Chr. Abmessungen: 2,5 m hoch (Gesamtlänge 3,2 m), 0,8 m breit und 0,40 m dick. Auf einer Seite ist eine jochförmige Gravur von etwa 2,0 m Länge und 0,34 m Breite. Auf einer anderen Seite findet sich eine anthropomorphe oder baumartige Gravur, von der nur die linke Seite (0,80 m lang und 0,40 breit) erhalten ist.
In der Nähe liegen die Dolmen La Barraca del Lladre und La Llosa de la Jaça d’en Torrent sowie der Menhir La Pedra Dreta, auch Roc del Frare genannt.